# Розіт Давид Петрович
Дав (Давид) Петрович Розіт (1895, хутір Руїк волості Білскас (Бальскенської волості) Валкського повіту Ліфляндської губернії, тепер Латвія — розстріляний 1 липня 1937, місто Москва, тепер Російська Федерація) — радянський партійний діяч, економіст. Член Центральної контрольної комісії ВКП(б) у 1924—1930 роках.

## Життєпис
Народився в селянській родині. Закінчив волосну школу в місті Валки, а потім парафіяльну школу в місті Смілтене Ліфляндської губернії.
Потім навчався у Житомирському сільськогосподарському училищі (школі землемірів). У 1916 році заарештований за нелегальну революційну пропаганду.
Член РСДРП(б) з квітня 1917 року.
У 1917—1918 роках — агітатор Соціал-лемократії Латиського краю у Валкському повіті та Смілтене; голова Смілтенської ради в Латвії.
У 1918 році — агент Продовольчого комітету в Москві та Омську. З літа 1918 року служив у Червоній гвардії на Східному фронті, був бійцем радянських партизанських загонів у Сибіру, воював проти військ адмірала Колчака.
У 1919 році — завідувач підвідділу сільськогосподарських комун Пермського губернського земельного відділу; заступник комісара землеробства Уральської Ради народних комісарів.
Потім працював інструктором Латиської секції при ЦК РКП(б). У 1919 році направлений в окупований радянськими військами Смілтенський повіт Латвії та призначений секретарем повітового комітету РКП(б). Після втрати Смілтенського повіту — в Червоній армії.
З листопада 1919 року — слухач Військово-командних курсів РСЧА. Комісар полку особливого призначення 15-ї армії, учасник придушення Кронштадтського повстання 1921 року.
У 1921 році навчався в Комуністичному університеті імені Свердлова. У 1921—1924 роках — навчання в Інституті Червоної професури. Одночасно працював завідувачем робітничого факультету 1-го Московського державного університету. Входив до найближчого оточення Миколи Бухаріна.
У 1924 році — відповідальний інструктор ЦК РКП(б).
У 1924—1927 роках — заступник завідувача, завідувач сільськогосподарської секції Народного комісаріату робітничо-селянської інспекції СРСР.
У 1927 році — керуючий сільськогосподарської інспекції Народного комісаріату робітничо-селянської інспекції РРФСР.
У 1928—1929 роках — член колегії Народного комісаріату землеробства РРФСР.
У 1929 — квітні 1932 року — голова Середньоазіатської державної планової комісії та заступник голови Середньоазіатської Економічної Ради. На квітень 1931 року — член колегії — начальник планово-економічного відділу Народного комісаріату землеробства Казакської АРСР.
У квітні 1932 — січні 1937 року — начальник будівельного управління «Чирчикбуду» (будівництва Чирчицького електрохімічного комбінату та двох Чирчицьких гідроелектростанцій) Узбецької РСР.
3 січня 1937 року заарештований органами НКВС Узбецької РСР, звинувачений у шкідництві та конвойований до Москви. Військовою колегією Верховного суду СРСР 1 липня 1937 року засуджений до страти. Розстріляний 1 липня 1937 року, похований на Донському цвинтарі Москви.
22 лютого 1958 року посмертно реабілітований ухвалою Військової колегії Верховного суду СРСР.

## Твори
- Партія і Ради на селі. Москва: Гудок, 1925.
- Перевірка роботи низового апарату на селі. Основні підсумки перевірки низового апарату членами ЦКК РКП(б) у 12 повітах та округах СРСР. Москва: Вид-во НКРСІ СРСР, 1926
- Розстановка класових сил у перехідний період (Загальна характеристика умов будівництва соціалізму за диктатури пролетаріату) // Більшовик. 1927. № 23-24 (31 грудня 1927)
- Підсумки та подальша робота із землеустрою на п'ятиріччя 1928—29 — 1932——33 рр.: тези доповіді / IV Всеросійська нарада земельних органів 05.01.1929. Москва: Новая деревня, 1929
- Земельна політика епохи соціалістичної реконструкції: Доповідь про новий Земельний кодекс РРФСР. Москва; Ленінград: Новая деревня, 1930.
- Чирчикбуд. Ташкент: Держвидав Узбецької РСР, 1935.